# Pierce the Veil
Pierce the Veil is een Amerikaanse post-hardcoreband uit San Diego, Californië. De band is opgericht in 2007 door de broers Vic Fuentes en Mike Fuentes nadat hun band Before Today uit elkaar ging. De andere twee bandleden zijn Jaime Preciado (basgitaar en achtergrondvocals) en Tony Perry (leadgitaar).
Pierce the Veil is constant wereldwijd aan het toeren sinds de release van debuutalbum, A Flair for the Dramatic in 2007. De band heeft in 2010 haar tweede album uitgebracht, genaamd Selfish Machines. Het derde album is Collide With The Sky, dat verscheen in 2012. Dat album was het eerste album bij het label Fearless Records. Pierce the Veil bracht in 2016 haar vierde album Misadventures uit.

## Discografie

### Albums
- A Flair for the Dramatic (2007)
- Selfish Machines (2010)
- Collide with the Sky (2012)
- Misadventures (2016)
- Jaws of Life (2023)

### Singles
- Yeah Boy and Doll Face (2008)
- Chemical Kids and Mechanical Brides (2009)
- Caraphernelia (2010)
- Just the Way You Are (2011)
- King for a Day (2012)
- Bulls in the Bronx (2012)
- Hell Above (2012)
- The Divine Zero (2015)
- Texas is Forever (2016)
- Circles (2016)
- Green Day: The Early Years (2017)